# 簇玉杯属
簇玉杯属（学名：Haplothismia），也称簇玉钟属，为水玉簪科的一个属。

## 下属物种
本属包括以下物种：
- 簇玉杯 Haplothismia exannulata Airy Shaw